# Luis Enrique Saldaña Guerra
Luis Enrique Saldaña Guerra OFM (* 24. Februar 1966 in David) ist ein panamaischer Ordensgeistlicher und römisch-katholischer Bischof von David.

## Leben
Luis Enrique Saldaña Guerra trat der Ordensgemeinschaft der Franziskaner bei und studierte Philosophie an der Universität Rafael Landívar in Guatemala-Stadt sowie Theologie an der Universidad Centroamericana “José Simeón Cañas” in San Salvador. Außerdem absolvierte er Ausbildungsgänge auf dem Gebiet der Berufungspastoral und der Ausbildung. Er legte am 23. Februar 2002 die ewige Profess ab und empfing am 29. April 2006 durch den Bischof von David, José Luis Lacunza Maestrojuán OAR, das Sakrament der Priesterweihe.
Nach der Priesterweihe war er neben Tätigkeiten in der Pfarrseelsorge Begleiter und Ausbilder des franziskanischen Ordensnachwuchses. In La Antigua in Guatemala war er Guardian der Fraternität Virgen del Socorro. Von 2008 bis 2017 war er Provinzdefinitor der Franziskaner in Panama. Anschließend war er Verwaltungsdirektor für die Franziskanerschulen in Bajo Boquete und David sowie stellvertretender Direktor der Bruder-Peter-Sozialwerke in La Antigua. Ab 2021 war er Provinzialminister der Ordensprovinz der Franziskaner für Zentralamerika und die Karibik.
Papst Franziskus ernannte ihn am 15. Februar 2024 zum Bischof von David. Der Apostolische Nuntius in Panama, Erzbischof Dagoberto Campos Salas, spendete ihm am 27. April desselben Jahres im Gimnasio La Basita in David die Bischofsweihe. Mitkonsekratoren waren sein Amtsvorgänger José Luis Kardinal Lacunza Maestrojuán OAR und der Bischof von Chitré, Rafael Valdivieso Miranda.